# Siergiej Tribuch
Siergiej Władimirowicz Tribuch, ros. Сергей Владимирович Трибух (ur. 13 lutego 1913 w Homlu, zm. 21 lipca 2004 w Altoonie) – rosyjski emigrant, inżynier, pisarz, działacz prawosławny.
Podczas wojny domowej w Rosji jego rodzina zamieszkała w Brześciu nad Bugiem, ale nie przyjęła polskiego obywatelstwa. Siergiej W. Tribuch w 1932 r. ukończył miejscowe gimnazjum rosyjskie, a następnie politechnikę w Warszawie. Po ataku Armii Czerwonej na Polskę 17 września 1939 r., został aresztowany w Brześciu nad Bugiem przez NKWD. Kiedy wojska niemieckie zaatakowały ZSRR 22 czerwca 1941 r., wyszedł na wolność. W okupowanym Brześciu nad Bugiem pracował jako inżynier w kolaboracyjnym zarządzie miejskim. W tym czasie wstąpił do Narodowego Związku Pracujących (NTS). Wiosną 1944 r. ewakuował się do okupowanej Warszawy. Po upadku powstania warszawskiego trafił do obozu dla uchodźców, gdzie został przyjęty do utworzonej przez NTS-owców firmy „Erbauer”. Kierował ostatnim transportem pracowników firmy i ich rodzin, który przybył do Bergu koło Wiednia, a następnie do Niedersachswerfen. Po zakończeniu wojny przebywał w obozie dla dipisów w Mönchehof, gdzie w 1948 r. został zastępcą szefa obozu, zaś w kwietniu 1949 r. sekretarzem komitego obozowego. W 1950 r. wyemigrował do USA, gdzie pracował jako inżynier robót budowlanych. W 1956 r. w Erie wybudował kaplicę, a następnie kierował pracami budowlanymi chramu Przenajświętszej Bogurodzicy. W 1988 r. napisał książkę pt. „Mönchehof – łagier´ russkich DiPi”. W 1993 r. przeniósł się do miasta Altoona.